# Walter Pollux II-R
Walter Pollux II-R (1934) a Walter Pollux III-R (1935) byly československé devítiválcové zážehové vzduchem chlazené hvězdicové motory. Walter Pollux II-R byl vyvinut v polovině 30. let 20. století a byl vyráběn Akciovou společností Walter, továrnou na automobily a letecké motory v Praze - Jinonicích. Jednalo se o verzi motoru Walter Pollux II s reduktorem. Verze Walter Pollux III-R navazovala na Walter Pollux III. Motor Walter Pollux II-R je vystaven v expozici Leteckého muzea ve Kbelích.

## Vznik a užití

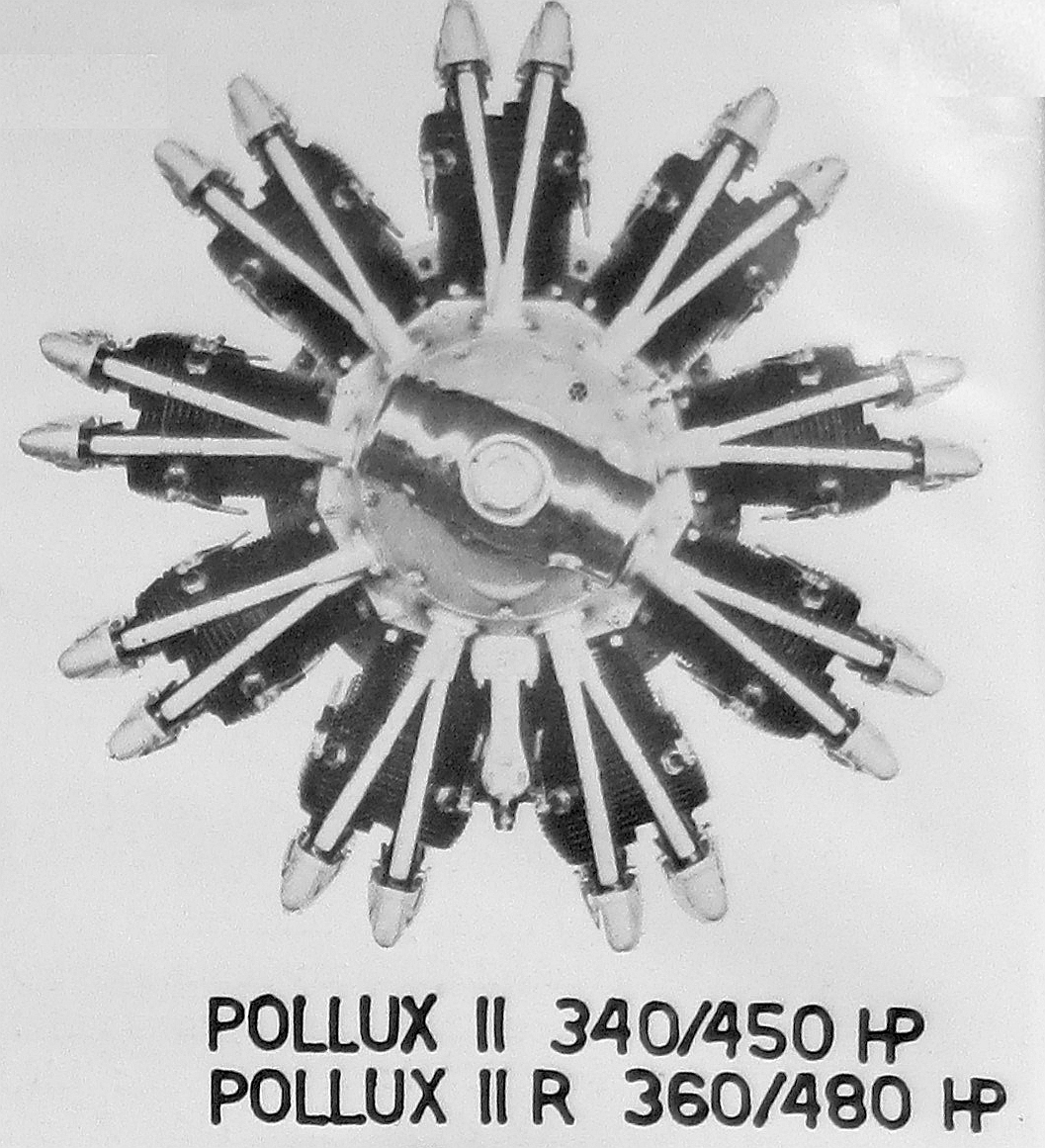
Walter Pollux II-R (1934)

Konstrukční oddělení továrny Walter v čele s hlavním konstruktérem ing. Františkem Adolfem Barvitiusem pokračovalo ve vývoji vyšší výkonové skupiny devítiválcových motorů, kterou zahájil Walter Pollux v roce 1932. Walter Pollux byl prvním devítiválcovým motorem z nové řady pístových hvězdicových motorů o vrtání válců 135 mm a zdvihu 170 mm. I Walter Pollux prošel v následujících letech obdobným vývojem jako jeho blíženec Castor. Ucelená řada motorů této „hvězdné série“, s tímto počtem a uspořádáním válců (9H), s tímto vrtáním a zdvihem měla pokračování v dalších verzích Polluxů a Super Castorů. V roce 1934 jsou představeny motory Walter Pollux II a reduktorová verze Walter Pollux II-R a konečně v roce 1935 Walter Pollux III a motor s reduktorem Walter Pollux III-R. Těmito reduktorovými verzemi řada pístových hvězdicových motorů o vrtání válců 135 mm a zdvihu 170 mm končí.
V témže období, kdy Gerhard Fieseler na akrobatickém letounu Fieseler F2 Tiger s motorem Walter Pollux dobývá titul mistra světa v letecké akrobacii, představila továrna Walter novou verzi tohoto motoru určenou dopravní letectví a vojenská letadla všech druhů (průzkumná, bitevní, stíhací atp.). Walter Pollux II-R a Walter Pollux III-R byly devítiválcové, hvězdicové motory s vrtáním 135 mm a zdvihem 170 mm a mohly být použity jako tažné nebo tlačné. 
Čtyřdílná kliková skříň byla odlita ze slitiny hliníku. Ocelové válce byly vysoustruženy vcelku s chladicími žebry. Hlavy z hliníkové slitiny byly našroubovány za tepla a byly sevřeny dvoudílnými zdeřemi. Do hlav byla zalisována bronzová sedla a vedení ventilů. Dvoudílný klikový hřídel byl vykován z chromniklové oceli Poldi-Victrix-Special a byl uložen ve 2 válečkových a jednom kuličkovém ložisku. Přední konec hřídele měl drážkování pro nasazení vrtulového náboje s možností instalace dřevěné či kovové vrtule. Hlavní ojnice byla průřezu H, osm vedlejších ojnic bylo průřezu mezikruží. Písty byly vykovány ze slitiny hliníku Hiduminium RR 59 a měly 4 pístní kroužky (2 stírací a 2 těsnicí).
Světovou premiéru si odbyl motor Walter Pollux III-R na 14. mezinárodním aerosalonu v Paříži na podzim 1934, byť do výroby šel v roce následujícím. Spolu s ním na stánku A.S. Walter byly hvězdicové motory Walter Gemma I, Walter Bora RC a Walter Castor II a také invertní motory Walter Minor 4, Walter Major 4 a Walter Major 6. Stand továrny Walter svým uspořádáním a obsahem byl plně na úrovni expozic i největších světových motorářských firem, jak přiznávali mnozí návštěvníci této expozice.

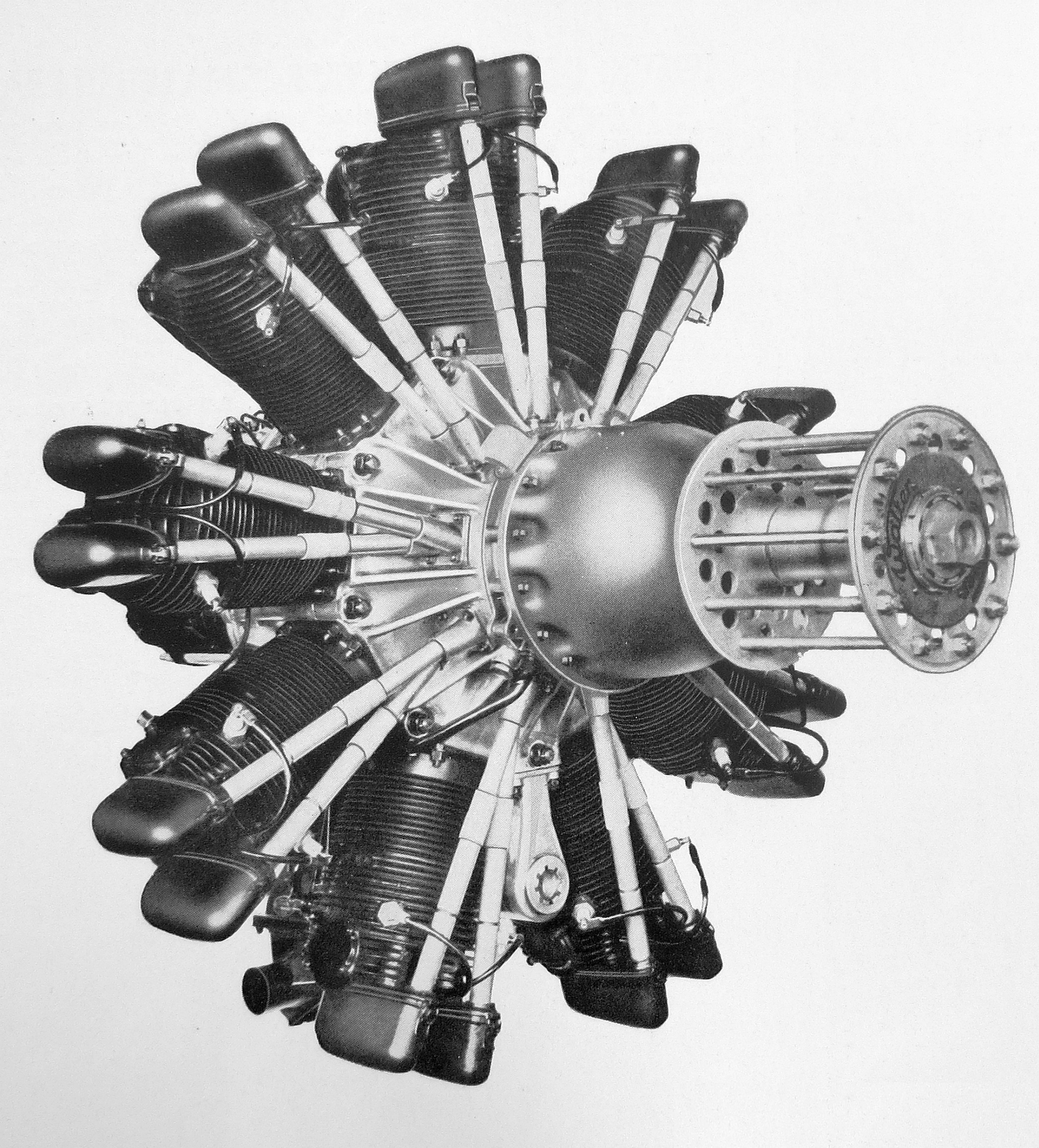
Walter Pollux II-R (1934)

Počty vyrobených motorů Walter Pollux II-R a Walter Pollux III-R nejsou v oficiálních pramenech uváděny, v množství 187 ks je zmíněn pouze Walter Pollux.

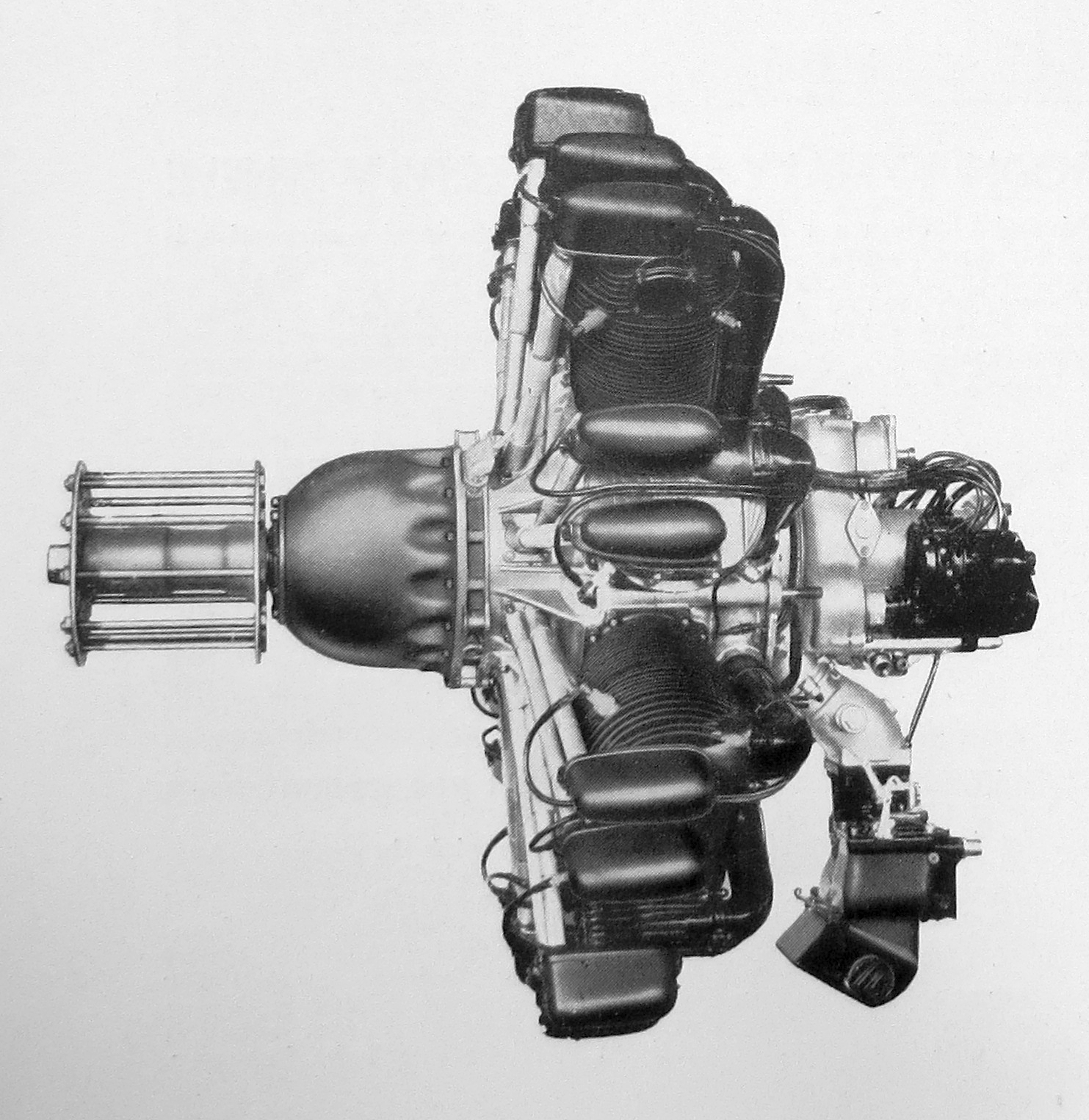
Walter Pollux II-R (boční pohled)

## Operační nasazení
Reduktorové verze Walter Pollux se velmi osvědčily u dopravního letounu Aero A-204 (1934) a u obojživelného hydroplánu Saro Cloud (1934).

### Aero A-204
V polovině 30. let Československé státní aerolinie vznesly podrobné požadavky na nový typ dopravního letounu, realizace se ujal Ing. Antonín Husník z firmy Aero (Aero, továrna letadel, dr. Kabeš, Praha-Vysočany). Prototyp Aero A-204, označený OK-BAA, poprvé vzlétl v březnu 1936. Oproti původnímu plánu byl vybaven pevným, nikoli zatažitelným podvozkem – ten francouzská firma Messier dodala až později téhož roku. Dopravní letoun Aero A-204 byl 13,2 m dlouhý, rozpětí křídel činilo 19,2 m, hmotnost prázdného stroje 2850 kg a maximální vzletová hmotnost 4300 kg. Dvojice motorů Walter Pollux II-R mu dávala maximální rychlost 320 km/h; jeho maximální dostup činil 5800 m n. m. a dolet 900 km. Letoun mohl nést dva členy posádky a osm cestujících. Zkoušky ve Vojenském technickém a leteckém ústavu (VTLÚ) v Letňanech dopadly dobře, ČSA však upřednostnily britské letouny Airspeed AS.6 Envoy se dvěma motory Walter Castor a ze sériové výroby A-204 sešlo. Stal se však základem pro vojenskou verzi nesoucí označení Aero A-304. Jediného prototypu A-204 se po okupaci českých zemí v březnu 1939 zmocnili Němci.

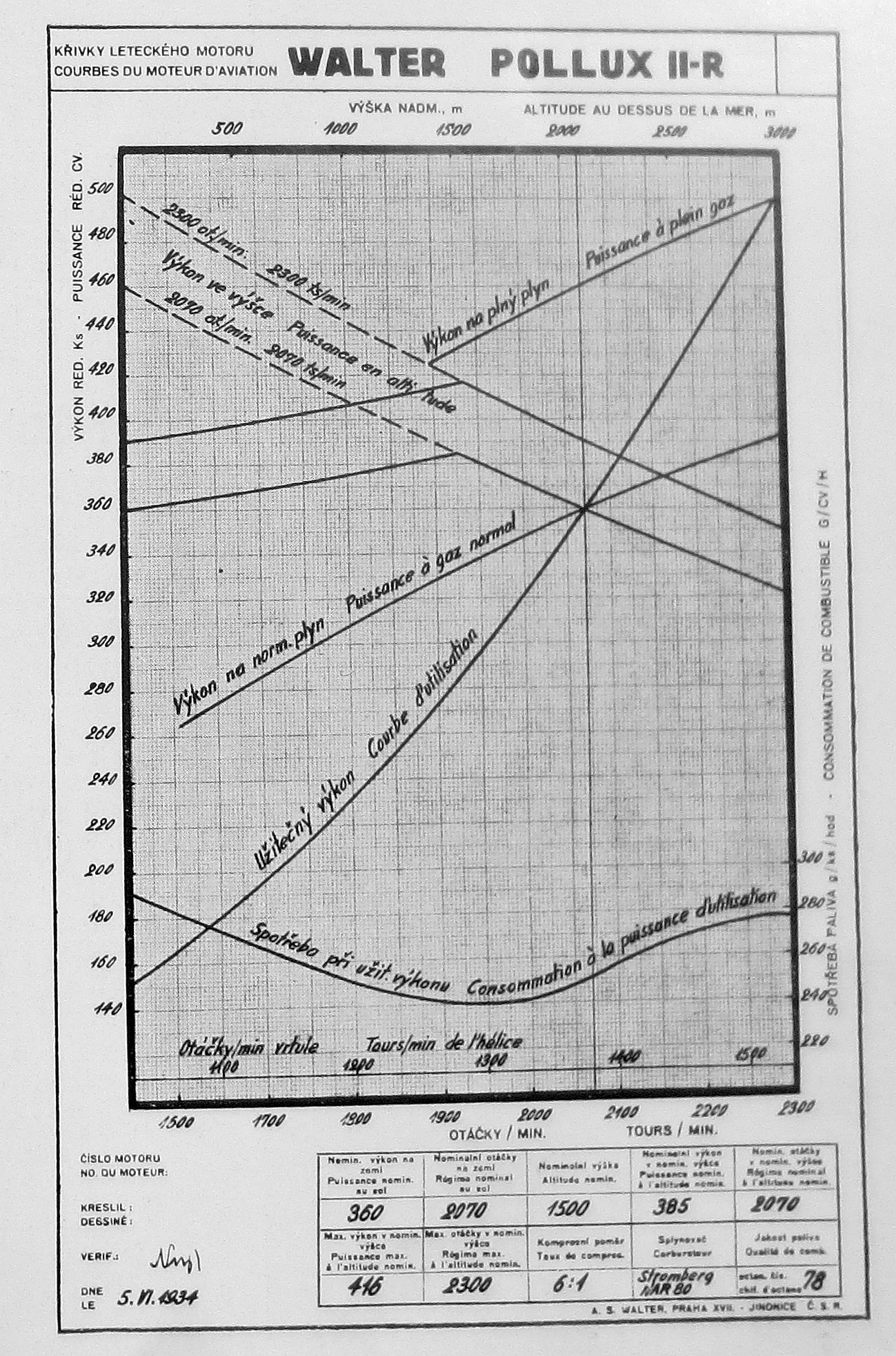
Walter Pollux II-R (charakteristiky)

### Saro Cloud
Saro Cloud (Saunders Roe A.19 Cloud) byl britský obojživelný létající člun, navržený a postavený firmou Saunders-Roe Ltd. Dopravní verze nesla označení A.19, vojenská verze, určená pro výcvik pilotů a navigátorů Royal Air Force byla označena A.29. Dopravní verze A.19/5 poháněna dvěma motory Serval I byla registrována jako G-ACGO (kapacita 2+6). Letoun vzlétl 15. července 1933 v Cowes, byl vyslán s pilotem capt. S. D. Sottem na prodejní turné po Evropě a prodán Československým státním aeroliniím, u nichž létal od 24. května 1935 s imatrikulací OK-BAK. Původní motory byly nahrazeny československými devítiválci Walter Pollux II-R o výkonu po 265 kW. Letoun byl od roku 1935, po schválení Ministerstvem veřejných prací (zpráva č. 57/1935),  nasazen na lince do Jugoslávie. Tato první mezinárodní linka ČSA, fungující pouze v letní sezóně, byla provozována od roku 1930. Původní trasa byla z Prahy do Záhřebu, v roce 1933 byla prodloužena do přístavu Sušak (později se stal součástí Rijeky). Letiště ale bylo vzdálené od města 12 kilometrů, takže pasažéři museli pokračovat v cestě nepohodlným autobusem, a jeho okolí bylo hornaté, což ztěžovalo přistání při nepříznivém počasí. Bylo proto rozhodnuto o zakoupení obojživelného letadla, které by přistávalo na moři přímo v Sušaku. Saro Cloud na lince létal v úseku ze Záhřebu do Sušaku, od sezóny 1936 byla trasa prodloužena až do Splitu. Po německé okupaci byl letoun uskladněn na Výstavišti Praha. V 50. letech byl trup prodán soukromému majiteli a přestavěn na motorový hausbót. Pod jménem Delfín vystřídal několik majitelů (jedním byl motocyklový závodník František Šťastný). V roce 1975 ho zakoupil Vojenský historický ústav, o dva roky později byl převezen do leteckých opraven v Trenčíně, kde proběhla rekonstrukce. Od roku 1995 je vystaven v Leteckém muzeu Kbely.

## Specifikace

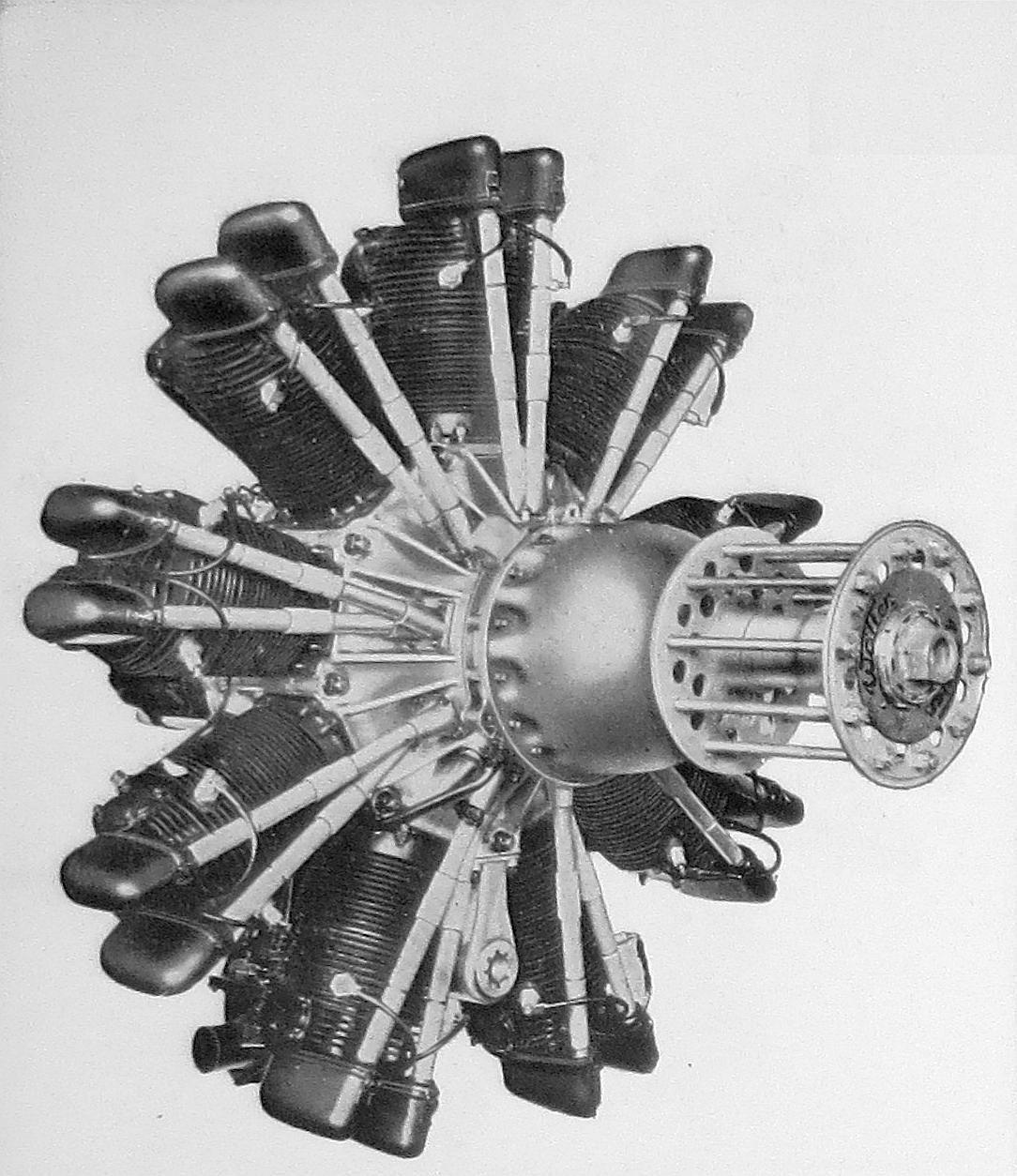
Walter Pollux III-R (1935)

### Technické údaje
- Typ: čtyřdobý zážehový vzduchem chlazený hvězdicový letecký devítiválec[13][14]
- Počet válců: 9
- Vrtání válce: 135 mm
- Zdvih pístu: 170 mm
- Celková plocha pístů: 1 288 cm²
- Zdvihový objem motoru: 21 900 cm³
- Vnější průměr motoru: 1 262 mm
- Celková délka motoru: 1 490 mm
- Hmotnost suchého motoru s vrtulovou hlavou: 242 kg

### Součásti
- Rozvod: OHV, dvouventilový
- Zapalování: 2 nezávislými magnety Scintilla GN9-0-SCN
- Mazání: tlakové oběžné, se suchou klikovou skříní
- Pohon: dvoulistá dřevěná nebo kovová vrtule
- Směr otáčení vrtule při pohledu ze zadu: vlevo
- Chlazení: vzduchové
- Karburátor: Stromberg NAR 80
- Převod na vrtuli: 3:2 (0,667)

### Výkony
| Označení motoru                      | Walter Pollux II-R                     | Walter Pollux III-R                    |
| ------------------------------------ | -------------------------------------- | -------------------------------------- |
| Výroba od                            | 1934                                   | 1935                                   |
| Kompresní poměr:                     | 6,0:1                                  | 6,0:1                                  |
| Jmenovitý výkon                      | 264,7 kW / 360 k při 2070 ot/min       | 308,8 kW / 420 k při 2010 ot/min       |
| Vzletový výkon                       | 367,6 kW / 500 k při 2300 ot/min       | 404,4 kW / 550 k při 2250 ot/min       |
| Nominální výkon v nominální výšce H  | 283,1 kW / 385 k při 2070 ot/min       | 323,5 kW / 440 k při 2010 ot/min       |
| Maximální výkon v nominální výšce H  | 305,9 kW / 416 k při 2300 ot/min       | 349,3 kW / 475 k při 2250 ot/min       |
| Nominální výška H                    | 1 500 m                                | 1 200 m                                |
| Poměr jmenovitého výkonu k hmotnosti | 0,78 kW/kg                             | 0,90 kW/kg                             |
| Poměr jmenovitého výkonu k objemu    | 12,09 kW·l−1 / 16,4 k·l−1              | 14,11 kW·l−1 / 19,2 k·l−1              |
| Spotřeba paliva:                     | 340–360 g·h−1·kW−1 / 250–265 g·h−1·k−1 | 340–360 g·h−1·kW−1 / 250–265 g·h−1·k−1 |
| Spotřeba oleje:                      | 13,6–20,4 g·kW−1·h−1 / 10–15 g·k−1·h−1 | 13,6–20,4 g·kW−1·h−1 / 10–15 g·k−1·h−1 |
| Předepsané palivo:                   | oktanové číslo min. 78                 | oktanové číslo min. 80                 |

## Použití v letadlech
- Aero A-204
- Saro Cloud

## Galerie

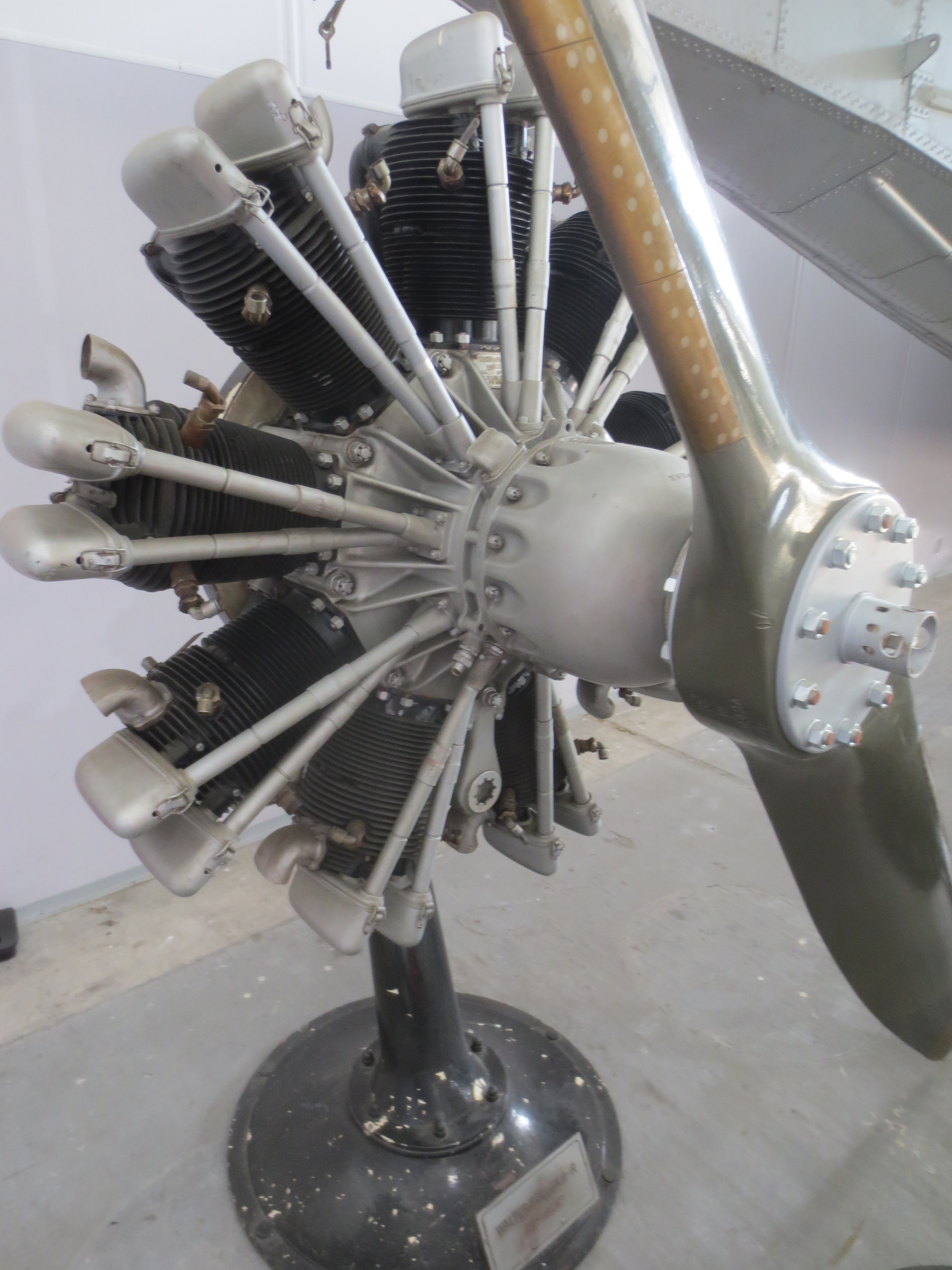
Walter Pollux II-R (LM Kbely 2021)
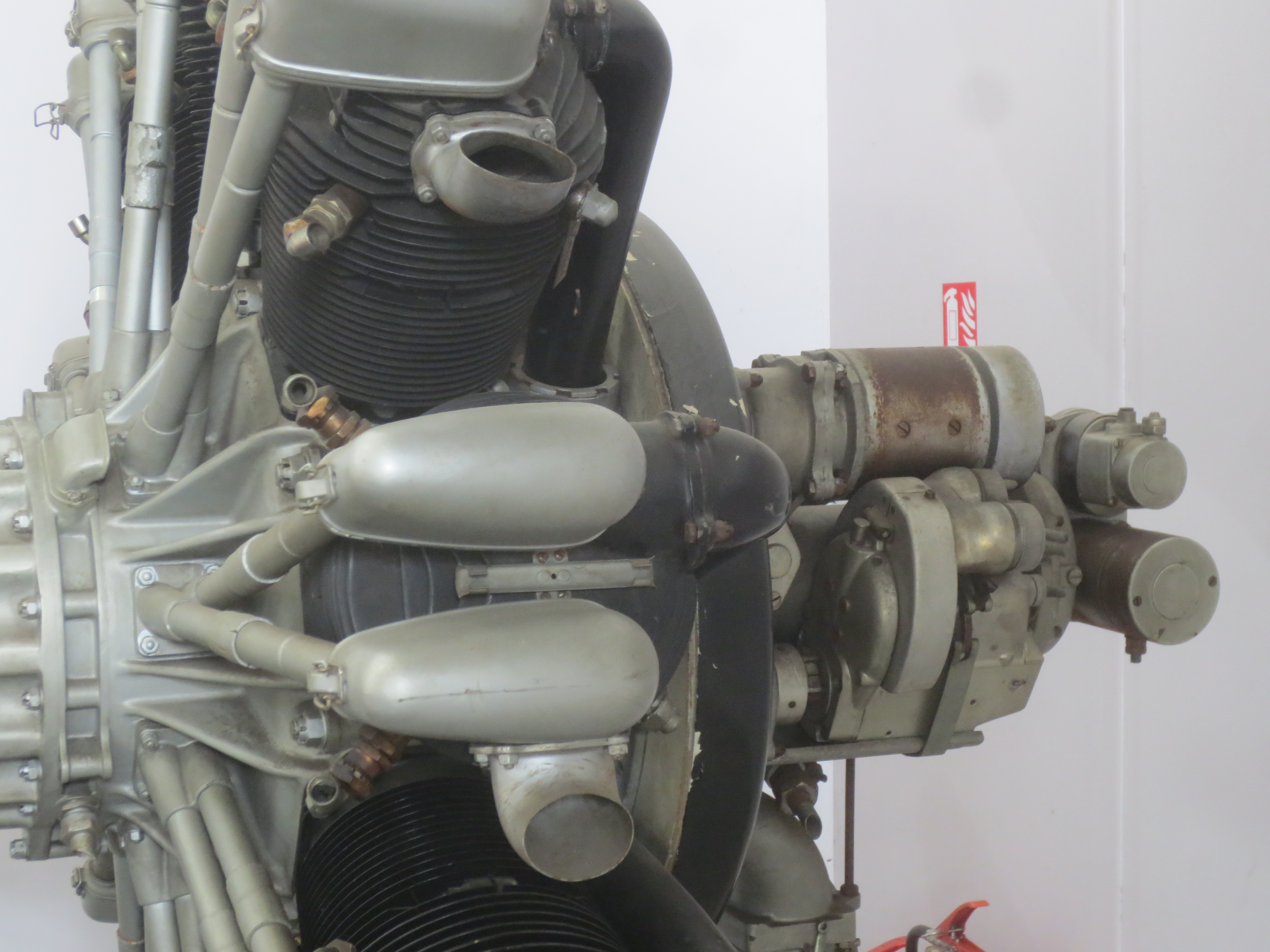
Walter Pollux II-R (LM Kbely 2021)
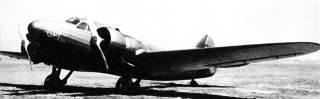
Walter Pollux II-R a Aero A-204
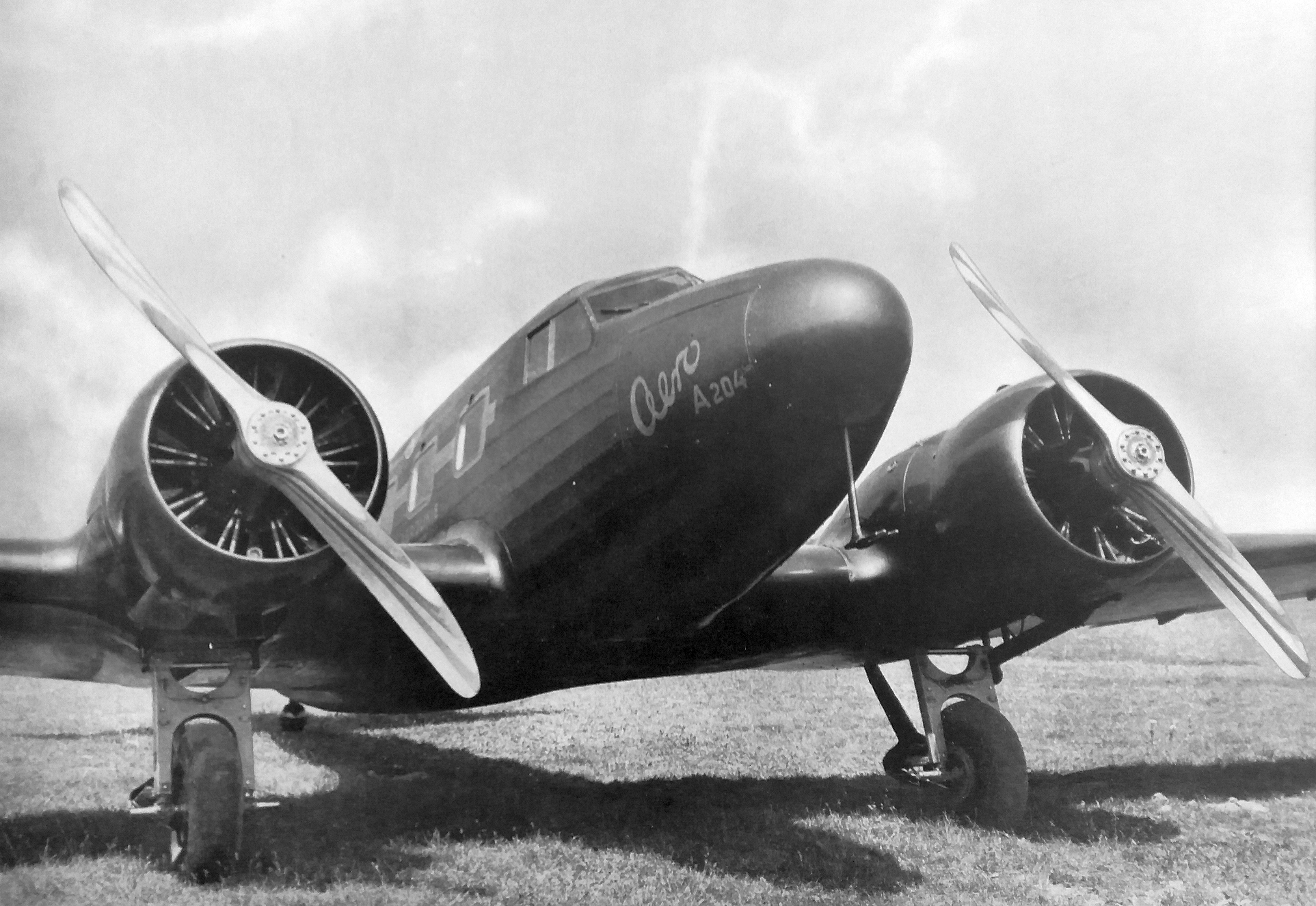
Walter Pollux II-R a Aero A-204
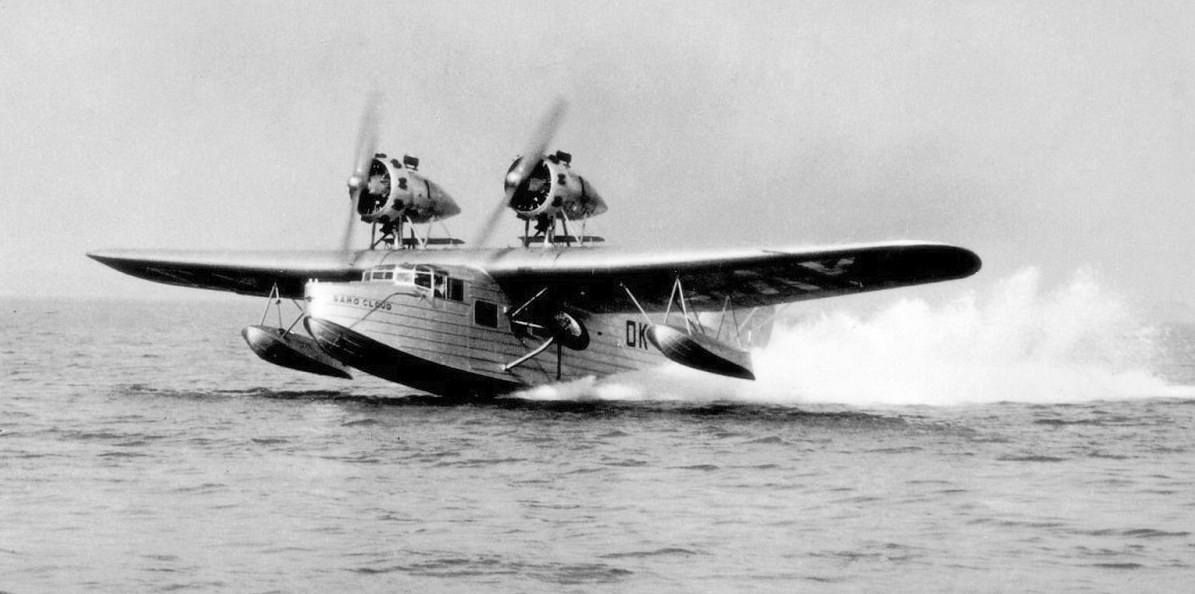
Walter Pollux II-R a Saro Cloud
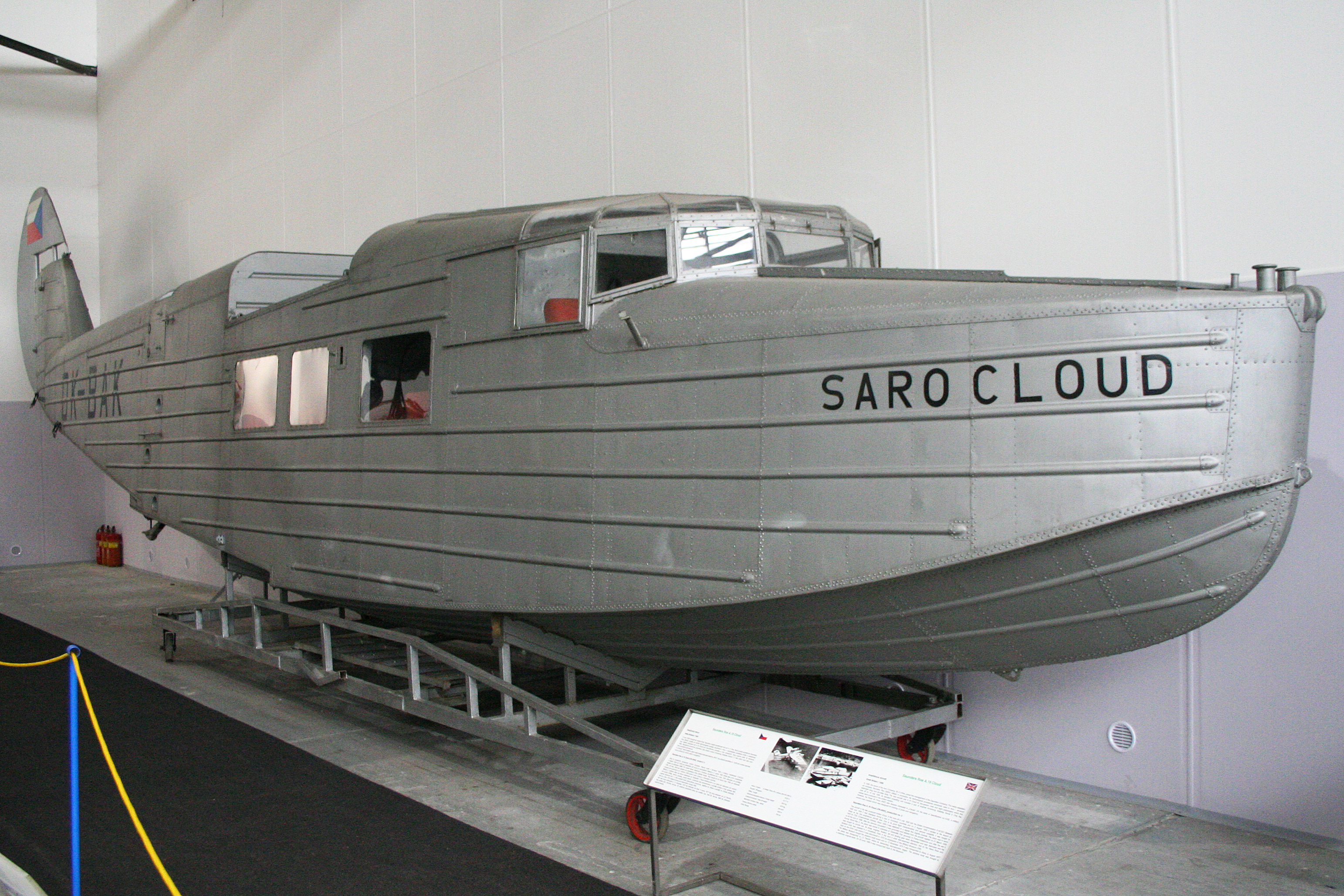
Torzo letounu Saro Cloud vystavené v LMK